# حکومت خودمختار آذربایجان
حکومت خودمختار آذربایجان که با نام رسمی حکومت ملی آذربایجان (به ترکی آذربایجانی: آذربایجان ملی حکومتی) شناخته می‌شد، نام سیاسی یک حکومت دست‌نشانده توسط اتحاد جماهیر شوروی بود که در سال‌های ۱۳۲۴ و ۱۳۲۵ در منطقهٔ آذربایجان ایران به پایتختی تبریز توسط فرقه دموکرات آذربایجان به رهبری جعفر پیشه‌وری و به فرمان   ژوزف استالین رهبر اتحاد جماهیر شوروی بنیان‌گذاری گردید. ماجرای تشکیل و نابودی این حکومت به بحران ایران که یکی از سرآغازهای جنگ سرد بود بر می گردد که در نهایت با عقب‌نشینی نیروهای شوروی از مناطق اشغال شده و ورود ارتش شاهنشاهی ایران، این حکومت که دست نشاندۀ اتحاد جماهیر شوروی بود فروپاشید.
حمایت اتحاد جماهیر شوروی از ایجاد این دولت، در چهارچوب یک پروژهٔ دقیق برنامه‌ریزی‌شده برای اشغال و جدا کردن شمال غربی ایران و ضمیمه کردن آن به شوروی انجام شد. فشارهای شوروی تنها عامل ایجاد این جمهوری نبود بلکه طرفداران آن ضمن برخورداری از پشتیبانی شوروی، تاحدی به تمرکز برقرار شده در عهد رضاشاه واکنش نشان می‌دادند. در نتیجه، پس از اشغال توسط شوروی در ۱۹۴۱ دغدغه‌ای برای هویت در گروه‌های اجتماعی آذربایجانی‌ها برایشان منطقی به نظر می‌رسید. حزب توده با توصیف کردن تفاوتهایی که اساساً اجتماعی و منطقه‌ای بودند به عنوان طبقه، در آذربایجانِ تحت حمایت شوروی محبوبیت پیدا کرد و وقتی تاکتیکهای شوروی، تغییری را دیکته کرد، آنچه فرقه دموکرات نامیده شد را با گروهی از هواداران آماده فراهم کرد.
در اوت سال ۱۹۴۱ دولت های شوروی و انگلیس به بهانه تأمین مایحتاج ارتش شوروی ایران را اشغال کردند و رضاشاه را نیز به تبعید فرستادند. اسناد محرمانه‌ای که اکنون پس از پایان قرن در مورد جنگ سرد افشا شده‌است، تشکیل این حکومت را ناشی از دستور مستقیم استالین می‌داند. برای گسترش بخشیدن بیشتر تجزیه‌طلبی در ایران به قصد گرفتن امتیازات نفتی، استالین حکومت دیگری نیز در بخشی از جُنوب آذربایجان غربی به مرکزیت مهاباد تشکیل داد که به جمهوری مهاباد معروف شد. ارتش شوروی در آن زمان به‌طور کامل از حکومت پیشه‌وری حمایت کرده و حتی مانع از جابه‌جایی ارتش ایران می‌شدند. در نهایت زیر فشار بین‌المللی و پس از قرارداد قوام-سادچیکف و وعدهٔ گرفتن امتیازات نفتی از ایران، ارتش شوروی از مناطق اشغال شده خارج شد و پس از مدت کمی با حرکت ارتش به سمت تبریز در دسامبر ۱۹۴۶، کابینه حکومت به شوروی متواری شد و این حکومت فرو پاشید.

## پیشینه و اقدامات

### فرمان شکل‌گیری و حمایت در شوروی

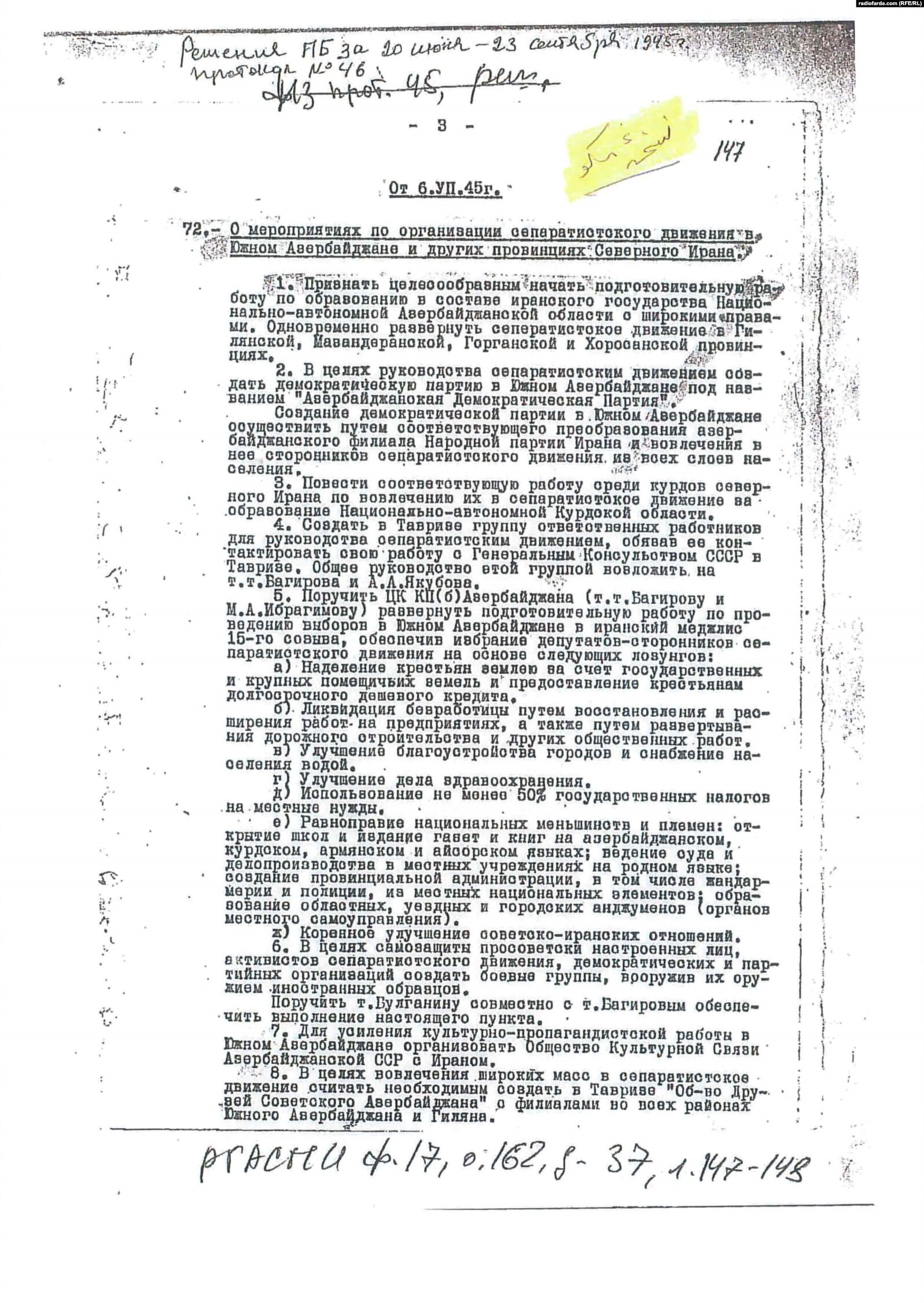
تصویر صفحهٔ اول از متن اصلی فرمان استالین (زبان روسی) به میرجعفر باقرف برای ایجاد فرقه دموکرات آذربایجان و جنبش‌های تجزیه طلبانه در آذربایجان و شمال ایران

بر اساس اسنادِ محرمانه که پس از سقوط اتحادیه جماهیر شوروی منتشر شدند، یکی از مهمترین اسناد حزب کمونیست شوروی با برچسب 'فوق‌العاده سرّی' در روز ششم ژوئیه ۱۹۴۵ میلادی، پانزدهم تیر سال ۱۳۲۴ خورشیدی، در کمیته مرکزی این حزب برای ایجاد جنبش‌های تجزیه طلبانه در آذربایجان ایران و جنوب خزر تصویب شد. همه این اسناد امضای استالین را داشت و او مستقیماً در این موضوع نقش داشته‌ است. در این سند، ذکر می‌شود که برای جلب مردم باید فعالیت‌هایی همچون تأکید بر روی شعارهای خاص، انتشار چندین کتاب و روزنامه به زبان‌هایی غیر از فارسی و با تیراژ بالا، تغییر زبان در سازمان‌ها و اداره‌ها، تقسیم اراضی، شعارِ حقوق برابر، بهبود رابطه با شوروی و… انجام شود. برای تحقق این امور نیز مبلغ یک میلیون روبل اختصاص داده می‌شود. در این سند آشکارا گفته شده که برای توسعه حرکت تجزیه‌طلبانه در آذربایجان، حزبی ملی تشکیل شود و به باقروف، تیمور قلی اوف و میرزا ابراهیموف وزیر فرهنگ آذربایجان شوروی سپرده شده بود که اقدام‌های لازم در این زمینه را انجام دهند. در این سند حتی نام حزب نیز، یعنی «فرقه دموکرات آذربایجان» پیشنهاد و ذکر شده‌است. از این رو، در میانه تابستان سال ۱۳۲۴ خورشیدی، سران جمهوری آذربایجانِ شوروی به دستور شخص استالین ملزم شدند که خیلی زود دست به کار شوند و در ایران، کسانی را پیدا کنند تا برایشان حزبی با نام «فرقه دموکرات آذربایجان» تأسیس کنند و جدایی طلبی را تبلیغ کنند.

### اقدامات عملی

یکی از شماره‌های روزنامه آذربایجان، ارگان فرقه با تصویری از میرزا حسن رشدیه

شوروی‌ها برای انجام پروژهٔ خود در سال ۱۹۴۴ جعفر پیشه‌وری را به عنوان رهبر یک حکومت محلی برگزیدند و برای او شاخه‌ای از حزب توده ترتیب دادند که حزب دموکراتیک آذربایجان نامیده‌می‌شد.
حرکت بعدی شوروی‌ها در سال ۱۹۴۵ انجام شد و آن حمله نیروهای کمونیست شوروی به یک مرکز کشاورزی در میانه بود. شوروی‌ها در آن‌جا سربازان ایرانی را خلع سلاح کردند. پس از آن شوروی‌ها همین کار را در نقاط دیگر آذربایجان نیز انجام دادند. در منطقهٔ دریاچه ارومیه نیروهای پیشه‌وری که از ارمنی‌ها، آشوری‌ها و کردهای کمونیست تشکیل می‌شد در جنگ خود در برابر مقاومت مردم شیعهٔ منطقه موفق نبودند و شوروی گروه نظامی تمرین‌دیده‌ای را برای سرکوب ایرانیان به ارومیه فرستاد.
در اردبیل و خوی ایل شاهسون برای جنگ با نیروهای پیشه‌وری به کمک ژاندارمریِ ارتش آمد و روس‌ها که پیش از این سعی می‌کردند برای مخفی ماندن برنامه‌شان در سطح جهانی بیشتر از نیروهای آشوری، ارمنی و غیره استفاده کنند این بار ناچار شدند خودشان برای سرکوب ایرانیان وارد صحنه بشوند.
در جنوب زنجان، درگیری‌های سنگینی در خاتون کندی در میان نیروهای نظامی فرقه دموکرات و محمود ذوالفقاری به همراه سران ایلات دیگر آذربایجان مانند خانبابا خان اوریادی، عزت‌بیگ اوریادی، فتح‌الله‌خان اوریادی، علیارخان سعیدی، غلام حسینخان بهادری و یمین لشکر خان افشار (هدایت الله خان یمینی) شکل گرفت که در نهایت موجب پیروزی محمود ذوالفقاری و سران ایلات دیگر منطقه شد.
براساس سند ۷۱۰۹۴۰ مرکز اسناد مجلس شورای ملی ( امروزه کتابخانه، موزه و مرکز اسناد مجلس شورای اسلامی) دو برادر به نام‌های احمد رضایی و مظفر رضایی، به عنوان فرماندهان وقت ژاندارمری ایران در سال‌های ۱۳۲۴ و ۱۳۲۵ خورشیدی در منطقه زنجان پس از جنگ جهانی دوم و اشغال ایران بودند. این دو در مقابله با تجزیه طلبی فرقه دموکرات آذربایجان  و برای حفظ ایران ایستادگی کردند. گفته شده پس از شکست‌های طرفداران سید جعفر پیشه‌وری و با حمایت ارتش سرخ در منطقه زنجان و ناتوانی ایشان در جهت تجزیه، در نقشه‌ای پیچیده، ابتدا احمد رضایی را مسموم کردند. پس از احمد رضایی، مظفر رضایی که پیشتر نایب (ستوان) بود، به جای برادر به درجه سلطانی (سروانی)، رسیده و به حفاظت از ایران می‌پردازد. اما او هم پس از پیروزی مجدد، پس از یک هفته بعد از مرگ برادر با توطئه کشته می‌شود.
آن‌ها در این یک سال در آغاز برای جلب مردم، اصلاحات اقتصادی انجام دادند، از جمله تقسیم زمین میان کشاورزان؛ ولی پس از این‌که این اقدامات در جلب حمایت مردمی آذربایجانیان شکست خورد، سیاست این فرقه نیز عوض شد و این بار برای جلب حمایت زمینداران ضد کمونیست به همکاری با آن‌ها پرداخت.
همچنین در این مدت زبان رسمی به آذربایجانی تبدیل شد. یکی دیگر از اقدام‌های این حکومت، تغییر نام و تابلوهای «دانشسرای عالی تبریز»، واقع در میدان دانشسرا، به «دانشگاه آذربایجان» (آذربایجان اونیورسیتسی) بود.
فرقه دموکرات ناچار شد برای جلب مردم با آگاهی پائین در منطقه خود را به عنوان یک حزب ملی‌گرای ایرانی معرفی کند که قرار است حکومت ضد ایرانی را در تهران براندازد و یک حکومت ایران‌دوستانه و دموکراتیک در تهران برقرار کند. گروهی از مردم عامی با این شعارها جذب این فرقه شدند؛ ولی باسوادان منطقه که از نقشه شوروی آگاه بودند دست به مقاومت زدند. طی آن یک سال میان ملی‌گرایان ایرانی آذربایجانی و نیروهای فرقه دموکرات درگیری‌های خونینی رخ داد. در همین مدت ارزش پول به دلیل اصلاحات ارضی پایین آمد. در نتیجهٔ نارضایتی مردم آذربایجان از حکومت فرقه پیشه‌وری، در آن یک سال، صد هزار نفر از مردم ساکن آذربایجان مهاجرت کردند.بنا به آمار، در پی وقایع آذربایجان، از تبریز ۹۴ هزار و ۳۰۶ نفر و از اردبیل ۵۳ هزار و ۵۵ نفر در طی چند سال به تهران آمدند و در این شهر ساکن شدند، بنا به آمار سرشماری سال ۱۳۲۰ (نزدیکترین سرشماری موجود)، تبریز ۲۱۳۵۴۲ و تهران ۵۴۰۰۸۷ نفر جمعیت داشتند.

## سرانجام

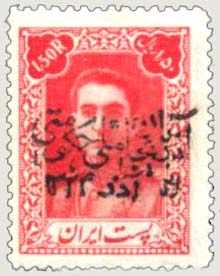
یک تمبر سورشارژ شده با نام حکومت ملی آذربایجان

### خروج نیروهای شوروی و سقوط
پس از فشارهای بین‌المللی به شوروی به دلیل اشغال این مناطق از ایران، و با شروع مذاکرات ایران و شوروی، پیشه‌وری در نامه نگاری‌هایی به مقامات شوروی، از آنها درخواست کمک کرد. اما پس قرارداد قوام-سادچیکف، استالین در نامه ای به رهبران ترک و کُرد اعلام کرد که قوام به عنوان نخست‌وزیر می‌تواند  قوای نظامی ایران را به هر کجای این کشور از جمله ایالت آذربایجان بفرستد و حضور قوای شوروی دیگر توجیهی ندارد. بنابراین نیروهای شوروی از ایران خارج شدند. پس از بازگشت قوام از شوروی و هماهنگی با محمد رضا پهلوی، قوای زمینی ارتش به سمت آذربایجان حرکت کرد. ارتش به منطقه بازگشت و با استقبال پرشور مردم آذربایجان روبه‌رو شد.
کریستوفر سایکس که خود شاهد ماجرا بوده می‌نویسد: «به جز در فرانسه سال ۱۹۴۴، در هیچ جای دیگر چنین شور و شوقی را در مردم ندیده بودم.»
به علاوه، تیمسار سرتیپ میرحسین هاشمی، داماد باقرخان یکی از افسران مؤثر در رویداد تاریخی ۲۱ آذر ۱۳۲۵ در زمرهٔ نخستین افسران بلندپایه ارتش بود که پس از گذشتن از بلندی‌های قافلانکوه برای برون راندن هواداران فرقه دموکرات به سختی و دشواری همراه با یک استوار ارتشی به درون شهر تبریز گام نهاد و به هنگام نبرد و چیرگی، همان‌جا و در همان روز از درجه سرهنگی به نشان سرتیپی نائل آمد، در سالهای ابتدایی دهه هفتاد خورشیدی پس از تغییر کاربری آرامستان طوبائیه تبریز به پارک طوبی و برچیده و زدوده شدن تمام قبور از بستر گورستان طوبائیه، مزار سرتیپ هاشمی در کنار مزار پدر همسرش باقرخان در بوستان مفاخر تبریز باقی ماند و به گونه‌ای ویژه ساماندهی شد.

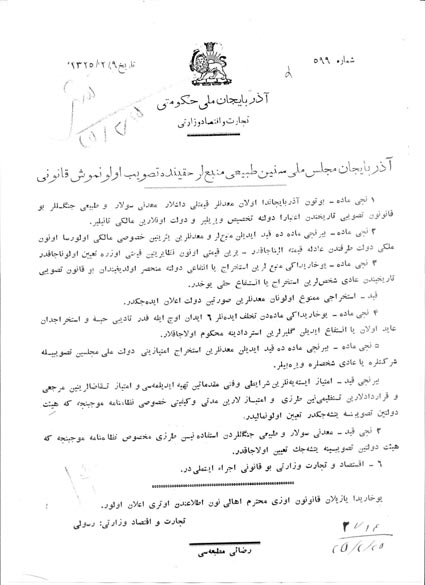
سندی رسمی با سربرگ حکومت ملی آذربایجان

در مورد پیامدهای انسانی سقوط حکومت خودمختار دو دیدگاه وجود دارد، منابع حزب توده و طرفداران فرقه از هزاران نفر کشته و آواره یاد کرده‌اند. جمیل حسنلی (عضو آکادمی ملی علوم آذربایجان)، می‌نویسد «در اوضاع نابه‌سامان پس از فروپاشی هزاران نفر از هواداران فرقه کشته و زندانی شدند و نزدیک به ده هزار نفر به آنسوی مرز گریختند».در صورتی که بنا به نظر حمید احمدی (دانشیار علوم سیاسی دانشگاه تهران)، بسیاری از این اظهارات مبتنی بر داده‌های مستند و تاریخی نیست، اما به دلایل سیاسی و استراتژیک یعنی به منظور بسیج احساسات افراد متعلق به گروه‌های قومی بیان می‌شود. اسناد سفارت آمریکا تعداد کشته‌ها در حملات عوام به طرفداران فرقه را که در فاصلهٔ ورود ارتش به تبریز پیش آمده بود ۴۲۱ نفر اعلام کرده‌اند. منابع دولت ایران از ۲۰ نفر اعدامو روزنامه‌های آن زمان از عددهایی در حدود ۲۰۰ نفر کشته یاد می‌کنند
در سال ۱۳۲۷، مجلس شورای ملی تمامی کسانی که در جریان آذربایجان دخالت داشتند را عفو عمومی کرد به جز وزیرهای دولت پیشه‌وری و کسانی که مرتکب قتل یا غارت شده بودند.

### فرجام رهبران حکومت خودمختار آذربایجان
یک روز مانده به ۲۱ آذر ۱۳۲۵ نمایندگان باقروف به پیشه‌وری و دیگر رهبران بالای فرقه گفتند که بزودی چند ماشین می‌آیند تا آنها را به باکو ببرند. پیشه‌وری نیز آنگونه که خودش گفته علی‌رغم خواست خودش تبریز را ترک می‌کند. برخی از رهبران که به اتحاد جماهیر شوروی رفته بودند، به جاسوسی متهم شدند و به اردوگاه‌های کار فرستاده شدند. پیشه‌وری نیز در یک تصادف که آن را عمدی می‌دانند، کشته شد.

## نقل‌قول‌ها

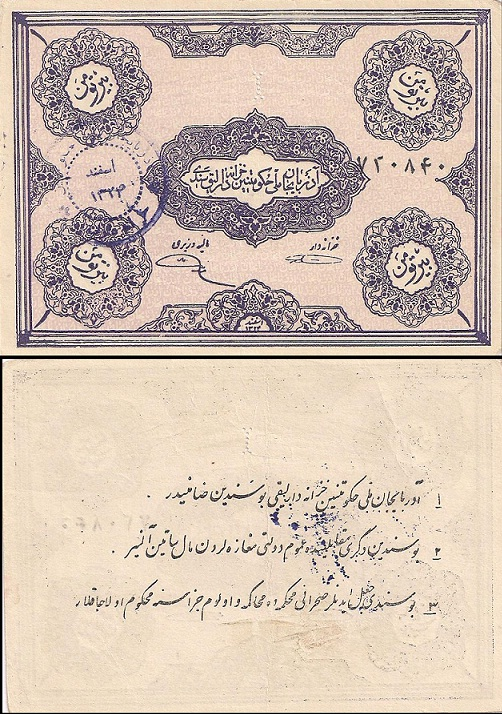
اسکناس یک تومانی حکومت ملی آذربایجان

از پروفسور سوایتوسکی
 مشخص شد که ایده‌های شوروی در مورد ایران نارس بودند. مسئله آذربایجان ایران تبدیل به یکی از کشمکش‌های جنگ سرد شده بود، و بیشتر به خاطر فشار دول غربی شوروی ناچار شد که خاک ایران را در سال ۱۹۴۶ ترک کند. دولت مستقل به سرعت سقوط کرد و اعضای فرقه دمکرات از ترس انتقام به شوروی پناهنده شدند. در تبریز همان مردمی که فرقه را تشویق کردند، به استقبال ارتش ایران رفتند و کتاب‌های درسی را که به زبان ترکی نوشته شده‌بود به‌طور آشکار به آتش کشیدند. 
از پروفسور گری هس
در ۱۱ دسامبر نیروهای ایرانی وارد تبریز شدند و دولت پیشه‌وری به سرعت سقوط کرد. در واقع آذربایجانیان به‌طور کامل از نیروهای ایران استقبال کردند و قویاً تهران را به مسکو ترجیح دادند. احتمالاً عقب‌نشینی شوروی از آذربایجان ایران می‌تواند به چند دلیل زیر باشد: فهمیدن این مطلب که احساسات استقلال‌طلبانه اغراق شده‌بودند و اینکه قراردادهای نفتی را در درازمدت به نفع بیشتر خود می‌دید.

## در ادبیات

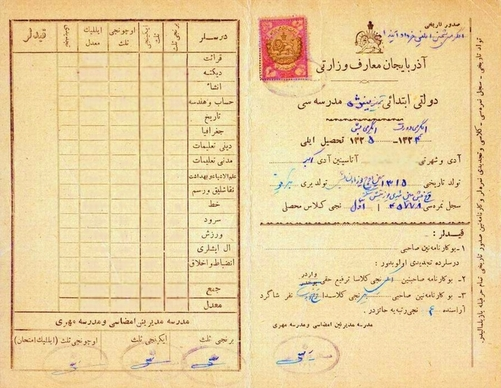
یک کارنامه دوره ابتدایی مربوط به حکومت ملی آذربایجان

- رمان مردگان باغ سبز نوشته محمدرضا بایرامی بر اساس خاطره‌ای از مادرش دربارهٔ خبرنگاری به نام بالاش است که ابتدا در بازار تبریز دوره‌گرد بوده و در عین حال شعر هم می‌سروده که با شاعر مشهوری آشنا می‌شود و به رادیو راه پیدا می‌کند و در روزنامه هم به کار خبرنگاری مشغول می‌شود. این رمان وقایع خودمختاری آذربایجان در دوره محمد رضا پهلوی و مبارزه بین قشون شاه و حزب توده را برسر مسئله آذربایجان و انتخابات دوره پانزدهم مجلس را روایت می‌کند. بالاش که حس خبرنگاری و کنجکاوی اش برانگیخته شده است می‌خواهد از آذربایجان به زنجان و از آنجا به قزوین برود تا از اوضاع ، احوال و پیشروی قشون با خبر شود. در میان راه اتفاقاتی می‌افتد که مانع رسیدن او به قزوین می‌شود.[۳۸]

## کابینه
هیئت دولت حکومت خود مختار آذربایجان روز چهارشنبه ۲۱ آذر ۱۳۲۴ به ریاست میرزاعلی شبستری با ترکیب زیر تشکیل گردید.
| ر. | وزیر             | وزارت‌خانه          | ر. | وزیر            | وزارت‌خانه      |
| ۱  | سید جعفر پیشه‌وری | نخست‌وزیر           | ۷  | سلام الله جاوید | داخله          |
| ۲  | جعفر کاویان      | جنگ                | ۸  | محمد بی‌ریا      | فرهنگ          |
| ۳  | دکتر جاوید مهتاش | کشاورزی            | ۹  | دکتر حسن اورنگی | بهداری         |
| ۴  | غلامرضا الهامی   | دارایی             | ۱۰ | یوسف عظیما      | دادگستری       |
| ۵  | ربیع کبیری       | وزارت پست و تلگراف | ۱۱ | رضا رسولی       | اقتصاد و تجارت |
| ۶  | سید جعفر پیشه‌وری | کار                |    |                 |                |